# آیرین هانت
آیرین هانت (انگلیسی: Irene Hunt؛ ‏ ۲۲ فوریهٔ ۱۸۹۲ – ۱۳ اکتبر ۱۹۸۸) بازیگر اهل ایالات متحده آمریکا بود. با آنکه او بیشتر در فیلم‌های درام بازی می‌کرد، اما در فیلم‌های وسترن و اکشن نیز نقش‌آفرینی نموده‌است.
از فیلم‌هایی که وی در آن نقش داشته‌است، می‌توان به زندگی ژنرال ویا و یه جورایی عملیات نجات اشاره کرد.